# Indiana National Guard

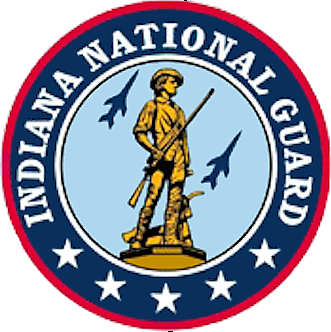
Logo der Indiana National Guard

Die Indiana National Guard des US-Bundesstaates Indiana führt ihr Entstehen auf das Jahr 1801 zurück und ist Teil der im Jahr 1903 aufgestellten Nationalgarde der Vereinigten Staaten (akronymisiert USNG); somit auch Teil der zweiten Ebene der militärischen Reserve der Streitkräfte der Vereinigten Staaten.

## Organisation
Die Mitglieder der Nationalgarde sind freiwillig Dienst leistende Milizsoldaten, die dem Gouverneur von Indiana Eric Holcomb unterstehen. Adjutant General of Indiana ist seit 2019 Major General R. Dale Lyles. Die Nationalgardeeinheiten des Staates werden auf Bundesebene vom National Guard Bureau (Arlington, VA) unter General Daniel R. Hokanson koordiniert.
Die Nationalgarden der Bundesstaaten sind seit 1903 bundesgesetzlich und institutionell eng mit der regulären Armee und Luftwaffe verbunden. Die Einheiten werden in Bezug auf Ausrüstung und Ausbildung vom National Guard Bureau (Arlington, VA) kontrolliert, einer semi-unabhängigen Organisationseinheit des Verteidigungsministeriums. Derzeitiger Kommandeur des National Guard Bureau (Chief of the National Guard Bureau) ist General Steven Nordhaus. Unter bestimmten Umständen kann mit Einverständnis des Kongresses die Bundesebene auf die Nationalgarde der Bundesstaaten zurückgreifen. Bei Einsätzen auf Bundesebene ist der Präsident der Vereinigten Staaten Commander-in-Chief.
Davon zu trennen ist die Staatsgarde, die Indiana Guard Reserve, die allein dem Bundesstaat verpflichtet ist.

## Personalstärke und Einheiten
Die Indiana National Guard besteht aus den beiden Teilstreitkraftgattungen des Heeres und der Luftstreitkräfte, namentlich der Army National Guard und der Air National Guard. Die Indiana Army National Guard hatte 2017 eine Personalstärke von 11.483 Soldaten, die Indiana Air National Guard eine von 1.789, was einer Personalstärke von gesamt 13.272 Soldaten ergibt.

### Einheiten der Indiana Army National Guard
Die wichtigsten Einheiten der Indiana Army National Guard sind:
- 38th Infantry Division
- 38th Sustainment Brigade
  - Special Troops Battalion (STB)
  - Headquarters and Headquarters Company (HHC)
  - 138th Financial Management Company (138th FMC)
  - 176th Financial Management Detachment (176th FMD)
  - 177th Financial Management Detachment (177th FMD)
  - 178th Financial Management Detachment (178th FMD)
  - 338th Signal Company
- Combat Aviation Brigade, (CAB) 38th Infantry Division
- 2nd Battalion (General Support), 238th Aviation Regiment (2nd General Support Battalion 238th Aviation Regiment)
- 638th Aviation Support Battalion (638th ASB)
- 54th Security Force Assistance Brigade (54th SFAB)
- 76th Infantry Brigade Combat Team (76th IBCT)
  - 1st Battalion, 151st Infantry Regiment
  - 2nd Battalion, 151st Infantry Regiment
  - 2nd Battalion, 152nd Infantry Regiment
  - 1st Battalion, 293rd Infantry Regiment
  - 1st Squadron, 152nd Cavalry Regiment
  - 1st Battalion, 163rd Field Artillery Regiment (1-163rd FAR)
  - 113th Brigade Support Battalion (113th BSB)
  - 776th Brigade Engineer Battalion (776th BEB)
- 81st Troop Command
- 19th CBRNERFP Battalion (Chemical, Biological, Radiological and Nuclear Enhanced Response Force Package Battalion)
- 219th Engineer Brigade
  - Headquarters and Headquarters Company (HHC) (Carrier)
  - 113th Engineer Battalion
  - 2nd Battalion, 150th Field Artillery Regiment (2-150th FAR)
  - 738th Signal Company
  - 38th Military Police Company (38th MPC)
  - 381st Military Police Company (381st MPC)
  - 384th Military Police Company (384th MPC)
- 387th Military Police Company (387th MPC)
- 938th Military Police Company (938th MPC)
- 381st Military Police Company (381st MPC)
- 384th Military Police Company (384th MPC)
- 438th Chemical Company
- 215th Area Support Medical Company (215th ASMC)
- 789th Area Support Medical Company (789th ASMC)
- 120th Public Affairs Detachment (120th PAD)
- 135th Chaplain Detachment

### Einheiten der Indiana Air National Guard
Die Indiana Air National Guard besteht aus folgenden aktiven Einheiten:
- 122nd Fighter Wing, stationiert am Fort Wayne International Airport in Fort Wayne
- 181st Intelligence Wing, stationiert am Terre Haute International Airport in Terre Haute

## Geschichte
Die Indiana National Guard führt ihre Wurzeln auf die Milizverbände von Indiana des Jahres 1801 zurück. Indiana blieb im Sezessionskrieg in der Union. Regimenter Indianas nahmen an allen wichtigen Schlachten des Bürgerkriegs teil. Der Staat stellte 208.367 Männer für die Armee der Union in 126 Infanterieregimentern, 26 Artilleriebatterien und 13 Kavallerieregimentern. Seit dem Militia Act (1903) sind die Milizverbände des Bundesstaates bundesgesetzlich und institutionell eng mit der regulären Armee und Luftwaffe verbunden und leisteten ihren Dienst sowohl im Ersten und Zweiten Weltkrieg als auch im Koreakrieg.